# Karl Tybussek
Karl Tybussek (* 4. Februar 1898 in Jedwabno; † 26. Mai 1943 im Zuchthaus Brandenburg-Görden) war ein deutsches KPD-Mitglied, Widerstandskämpfer und NS-Opfer.

## Leben

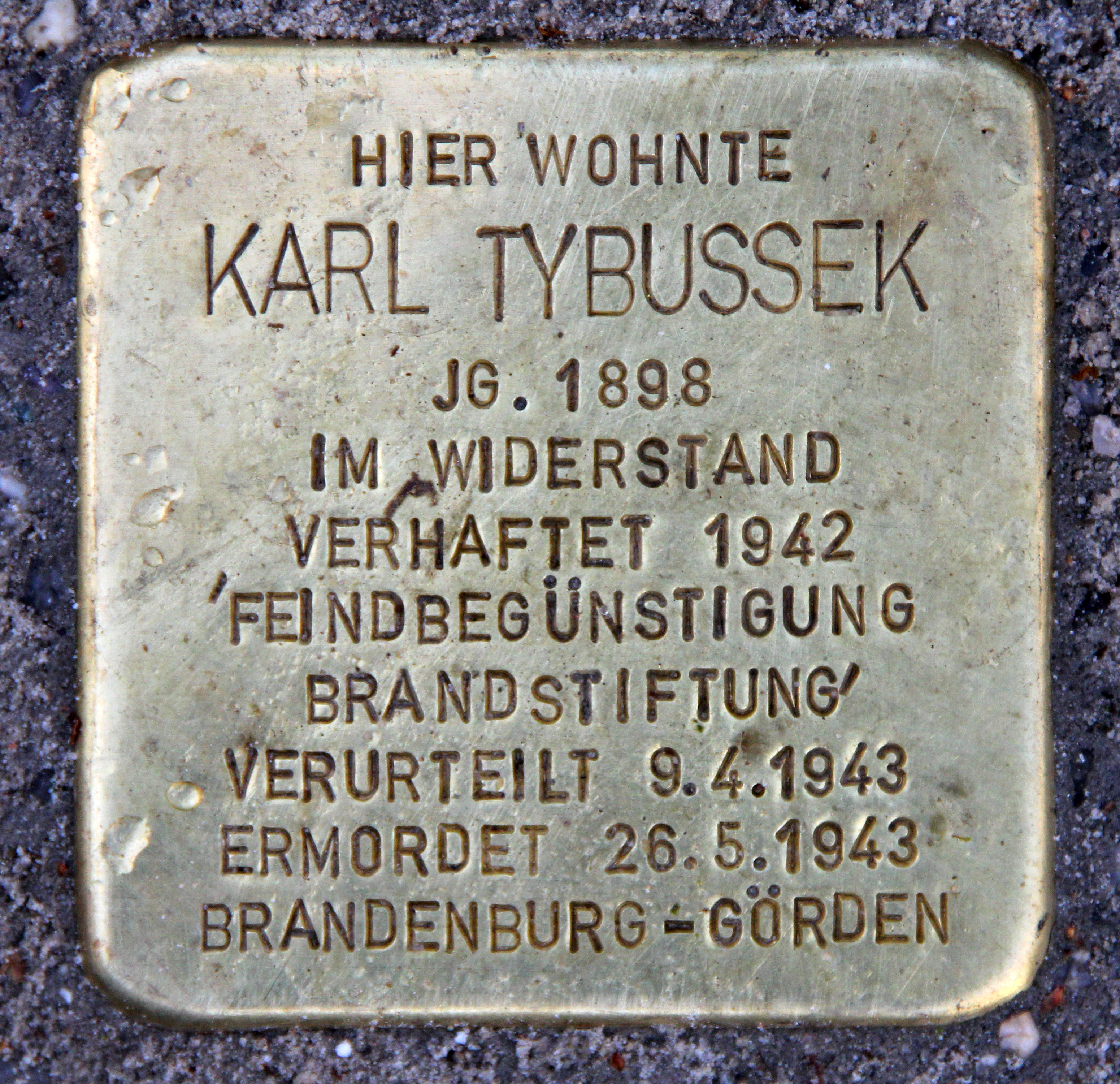
Stolperstein für Karl Tybussek vor der Jahnstraße 12 in Berlin-Britz

Tybussek war das jüngste von 10 Kindern des Kleinbauern Michael Tybussek. Nach dem Besuch der Volksschule arbeitete er in der Landwirtschaft und wurde 1917 zum Militär eingezogen. Nach der Entlassung war er bis 1922 Hilfswachtmeister bei der Berliner Schutzpolizei. Er arbeitete anschließend als Ziegeleiarbeiter in Seidenberg, später beim Waggonbau in Görlitz und in verschiedenen anderen Betrieben. 1923 wurde Tybussek KPD-Mitglied und Leiter der Seidenberger Ortsgruppe. In Berlin lernte er Frieda Linke kennen, die er 1924 heiratete. Zusammen bekamen sie 1923 einen Sohn, der 1927 verstarb. 1928 zog das Ehepaar nach Berlin, wo es in verschiedenen Betrieben arbeitete; wegen ihrer politischen Aktivitäten wurden beide kurz darauf arbeitslos. Ab 1933 arbeitete Tybussek als Bauarbeiter. 1939 wurde er zur Wehrmacht eingezogen, 1940 zum Obergefreiten und 1941 zum Unteroffizier beim Bau- und Ersatzbataillon befördert.
Bei einem Fronturlaub im September 1942 diskutierte er mit Gleichgesinnten über Möglichkeiten, die Kriegsproduktion Deutschlands zu sabotieren. Die Gruppe beschloss, das Zweigwerk der Deutschen Asbestwerke Georgi, Reinhold & Co Berlin-Zehlendorf in Seidenberg in Brand zu stecken. Der Betrieb war der einzige dieser Art in Europa und diente der Wiedergewinnung von Gummi und Baumwolle aus alten Autoreifen. Die wiedergewonnenen Rohstoffe waren wichtig für andere Industriezweige und von kriegsentscheidender Bedeutung, insbesondere für die Kabelindustrie. Am 13. September 1942 brach ein Brand aus, der wesentliche Teile des Werkes zerstörte. Tybussek wurde zusammen mit seiner Frau wahrscheinlich im Oktober 1942 verhaftet. Tybussek, Leo Kolebski, Max Schicketanz und deren Ehefrauen wurden am 9. April 1943 vom 2. Senat des Reichskriegsgerichts wegen „Anstiftung zur Feindbegünstigung, Brandstiftung und Wehrmittelzerstörung“ angeklagt. Tybussek, Leo Kolebski und Max Schicketanz wurden zum Tode verurteilt, seine Ehefrau Frieda zu vier Jahren Zuchthaus. Am Exekutionstag, dem 26. Mai 1943, wurde Tybussek aus dem Berliner Gefängnis in Alt-Moabit in das Zuchthaus Brandenburg-Görden verbracht und um 18 Uhr hingerichtet.
Frieda Tybussek wurde bei Kriegsende von der Roten Armee aus dem Gefängnis befreit, nachdem sie zweieinhalb Jahre ihrer Haftstrafe verbüßt hatte. Während ihrer Gefangenschaft musste sie fast zwei Jahre Zwangsarbeit in einem Rüstungsbetrieb leisten.

## Gedenken
Am 29. November 2012 wurde von der Stadt Berlin ein Stolperstein vor seiner Wohnung an der Jahnstraße 12 in Berlin-Britz angebracht.